# Перу (Небраска)
Перу (енгл. Peru) град је у америчкој савезној држави Небраска.

## Демографија
По попису из 2010. године број становника је 865, што је 296 (52,0%) становника више него 2000. године.
| Група             | 2000.       | 2010.       |
| Белци             | 544 (95,6%) | 776 (89,7%) |
| Афроамериканци    | 2 (0,4%)    | 37 (4,3%)   |
| Азијати           | 2 (0,4%)    | 3 (0,3%)    |
| Хиспаноамериканци | 17 (3,0%)   | 29 (3,4%)   |
| Укупно            | 569         | 865         |